# Herman Germ
Herman Germ, učitelj, ravnatelj, slovenski mladinski pesnik in pisatelj, urednik, slikar in kulturnik * 18. september 1931, Neuhaus/Suha, Koroška, † 11. maja 2021  Nonča vas/Einersdorf.  

## Življenjepis
Svoja otroška leta je preživel na Suhi pri Labotu. Po šolanju v glavni šoli v Pliberku je leta 1952 zaključil učiteljišče v Celovcu/Klagenfurt in služboval na raznih šolah južne Koroške. Od 1958 do 1967 je bil ravnatelj ljudske šole na Djekšah/Diex, od 1969 do 1989 pa ravnatelj glavne šole v Pliberku/Bleiburg. Bil je soavtor učbenikov Pedagoškega združenja, kot urednik Mladega roda je napisal številne prispevke. Pesmi in črtice je objavljal v raznih časopisih in revijah (Delo, Družina in dom, Galeb, Koledar Mohorjeve družbe v Celovcu, Koroška kronika/Naš tednik, Koroški koledar, Kurirček, Mladi rod, Mladje, Nedelja, Odsevanje, Otrok božji, Pastirček, Slovenski vestnik, Učimo se slovensko/Wir lernen Slowenisch, Vera in dom, itd.). Bil je tudi več let predsednik Društva slovenskih pisateljev, prevajalcev in publicistov (1993-2002), v poznejših letih pa je odkril tudi ljubezen za likovno ustvarjanje. Bil je tudi ustanovni član mešanega zbora „Podjuna-Pliberk“ in od leta 1974 dalje predsedoval 19 let kulturno društvo Podjuna Pliberk. 

## Delo
Petkratni oče je svoja dela oblikoval v toplih barvah in se je v vsebini igral z ironijo in kritiko. »Moje slike so konkretne in abstraktne hkrati,« je pravil Germ, ki je za svoje motive najraje izbiral iz grške mitologije in literature. Njegova dela se imenujejo npr. »Orfej«, »Paso Doble Rouge«, »Fatima Morgana«, »Upor« ali »No Sports«.
Tako kot je pred 25 leti našel svojo strast do slikanja, je v času svojega učiteljskega dela ustvaril »pozitivna duševna pričevanja« v obliki pripovedi, pesmi in ugank, ki so izšla v desetih knjigah. »Vsako leto sem za svoje učence pisal pesmi, « je povedal navdušen pedagog, ki ga je očarala otroška duša. »Vedno iščem lepote tega sveta«, je pravil. Njegovo prvo knjigo v slovenščini z naslovom Otroci enega sonca je izdal leta 1982.